# Casa Vicenç Carner
La Casa Vicenç Carner és un edifici del centre de Terrassa inclòs en l'Inventari del Patrimoni Arquitectònic de Catalunya.

## Descripció
L'habitatge, entre mitgeres, ocupa una petita parcel·la del carrer de Sant Antoni. És de planta rectangular i consta de planta baixa i dos pisos, amb una façana molt simple. La façana presenta dues obertures a la planta baixa, un balcó al primer pis amb barana de ferro i una finestra geminada al segon pis. Sengles línies d'imposta motllurades assenyalen la separació entre els pisos. Hi ha una cornisa de coronament, sostinguda per cartel·les, i terrat superior.

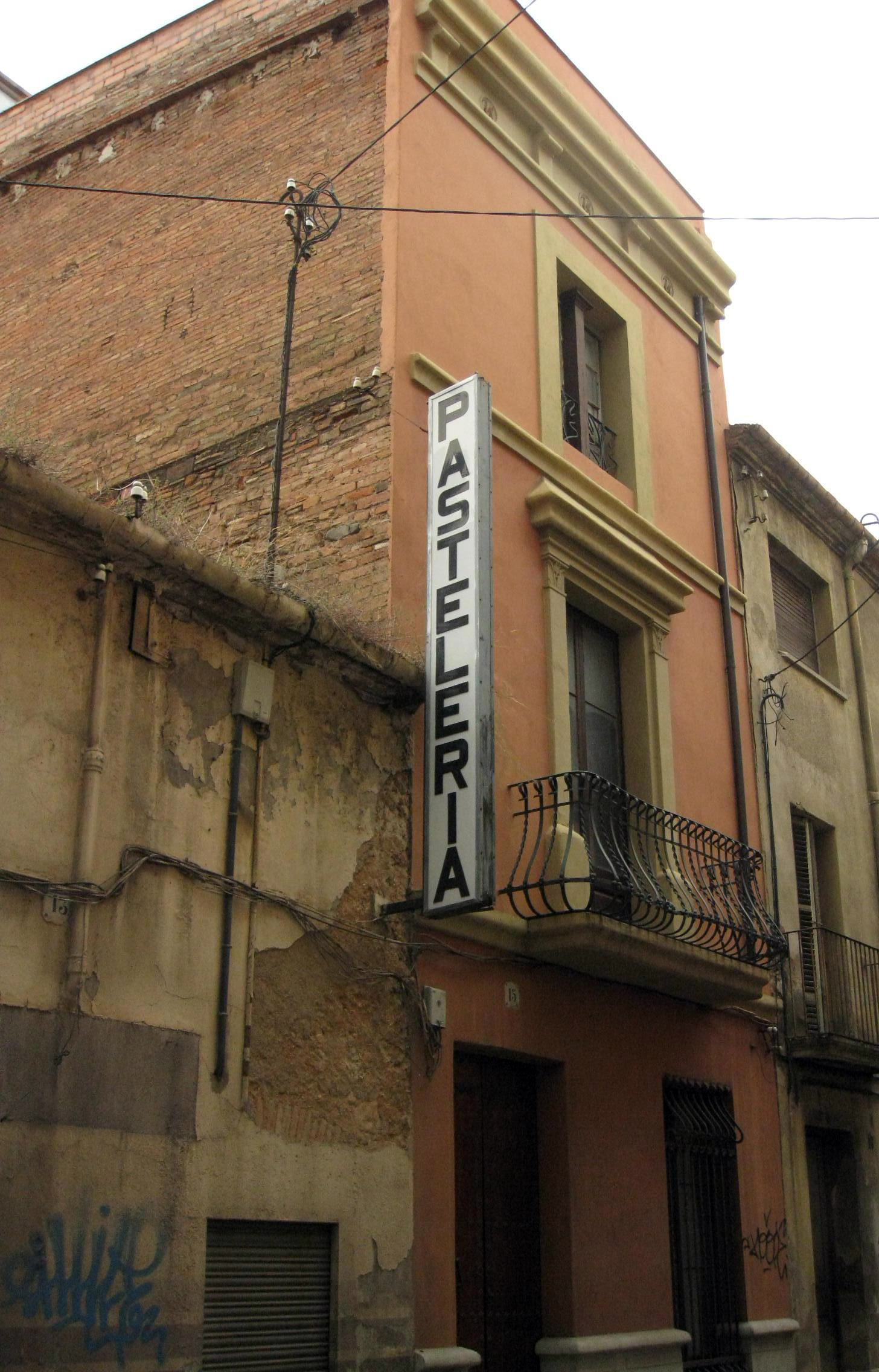
Vista lateral de la façana

El conjunt combina elements decoratius de regust clàssic (llinda i brancals del balcó principal, capitell de la finestra, cartel·les, etc.) amb altres propis del modernisme (arrambador de ceràmica del vestíbul), seguint els criteris eclèctics propis del moment.

## Història
La Casa Vicenç Carner va ser bastida l'any 1904 per l'arquitecte Antoni Pascual i Carretero.